# Římskokatolická farnost Nákří
Římskokatolická farnost Nákří je územním společenstvím římských katolíků v rámci vikariátu České Budějovice - venkov českobudějovické diecéze.

## O farnosti

### Historie
Plebánie je v Nákří doložena v roce 1357. Později zanikla a až v roce 1773 byla ve vsi zřízena expozitura, ze které byla v roce 1813 zřízena samostatná farnost.

### Současnost
Farnost je spravována ex currendo z Bílé Hůrky.
| Fotografie | Kostel                   | Místo       | Bohoslužba             | Bohoslužba             | Poznámka     |
| ---------- | ------------------------ | ----------- | ---------------------- | ---------------------- | ------------ |
|            | Kaple                    | Česká Lhota | neslouží se pravidelně | neslouží se pravidelně | obecní kaple |
|            | Kaple                    | Dívčice     | neslouží se pravidelně | neslouží se pravidelně | obecní kaple |
|            | Kostel sv. Petra a Pavla | Nákří       | neděle pátek           | 9.45 16.00             | farní kostel |
|            | Kaple                    | Velice      | neslouží se pravidelně | neslouží se pravidelně | obecní kaple |